# 官景辉
官景辉，汉族，山东青岛人，中共中央宣传部秘书长。毕业于武汉大学，研究生学历。
官景辉曾任中共中央办公厅、全国人大办公厅处长、国务院研究室副司长、司长、中共中央宣传部副秘书长兼全国宣传干部培训中心主任。